# 컴브리안 코스트 선

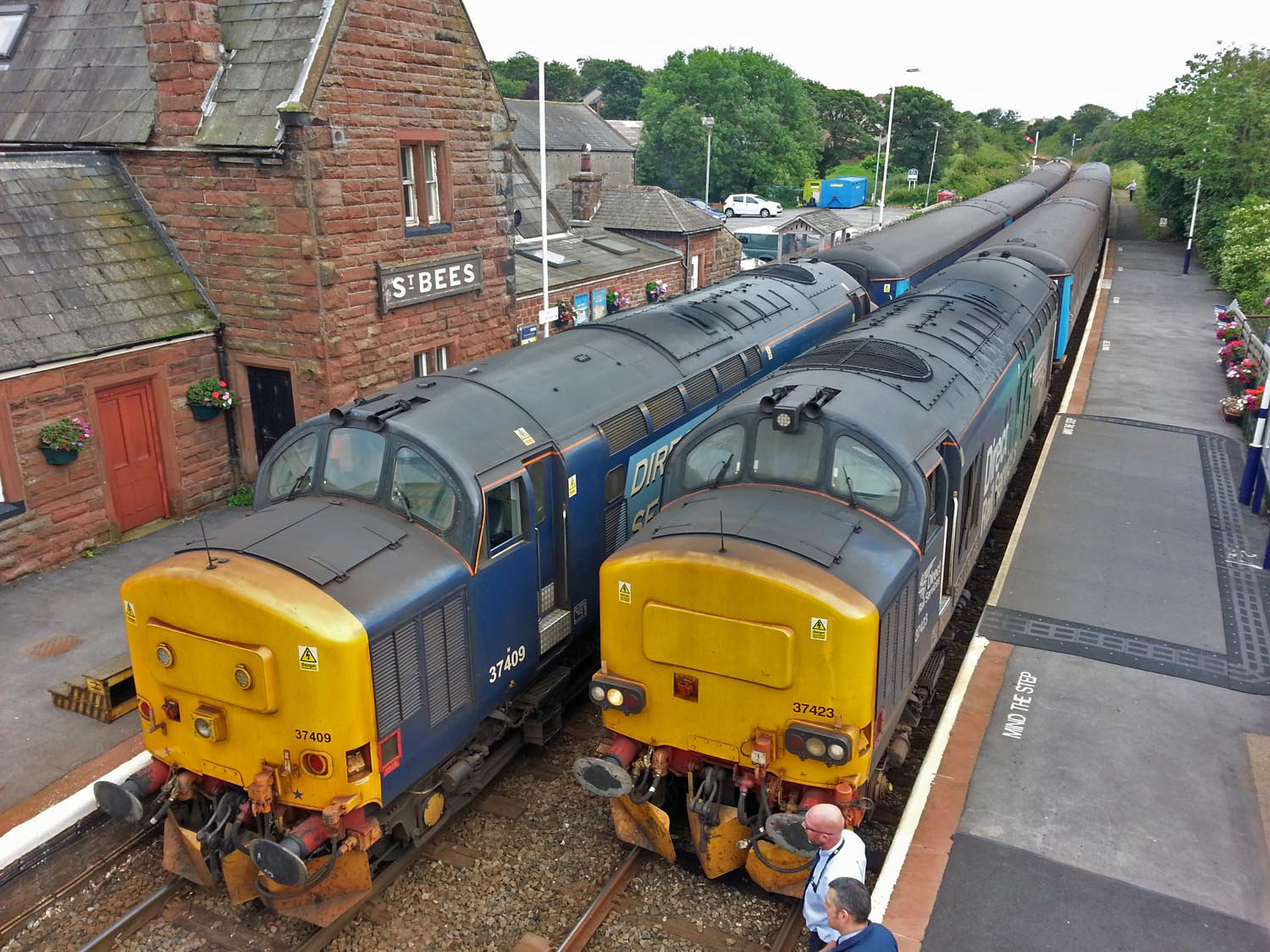

컴브리안 코스트 선(Cumbrian Coast Line)은 영국 북서부에 위치한 철도 노선으로, Carlisle서부터 Workington과 Whitehaven을 경유하는 Barrow-in-Furness까지 잇는 지방 철도이다. 이 노선은 철도 네트워크 NW 4033으로, Furness 선과 같이 Ulverston과 Grange-over-Sands로 가는 Carnforth와 이어져 있으며, 이 역은 West Coast Mainline과 이어져 있다.

## 서비스
이 선은 Northern Rail이 운용한다. 2009년 12월 ~ 2010년 5월까지의 시간표를 보면, 주중엔 8개의 기차가 남행하고, 10개의 기차가 Barrow-in-Furness서부터 Carlisle로 북행한다고 나와 있으며, 그리고 Maryport와 Whitehaven으로부터 Barrow로 가는 2편이 더 있다. 게다가 북쪽으론 Carlisle서부터 Whitehaven으로 가는 기차와, Millom서부터 Barrow-in-Furness로 가는 남행열차도 있다. 게다가 영국핵연료공사(BNFL)에 근무하는 사람들을 위한 Barrow-in-Furness행과 셀라필드행 열차도 있다. 또 이 노선은 비교적 서비스에 비해 적은수의 기차가 있다. 몇몇 Northern Rail 기차는 랜체스터나 Furness 선을 넘어가거나, 혹은 어느 기차는 Tyne Valley 선을 경유하여 Whitehaven서부터 뉴캐슬까지 기차가 운행되고 있다. Carlisle에서 이 노선은 West Coast Mainline, Settle-Carlisle Line, Tyne Valley Line, Glasgow South Western Line과 Caldeonian Sleeper 서비스와 연결되어 있다. Barrow-in-Furness에서는 Furness 선이 연결되어 있다.

## 선로 요약
컴브리안 코스트 선 혹은 NW 4033은 Carnforth근처의 Carnfoth North 분기점부터, 셀라필드 역을 경유하여 Carlisle근처의 Carlisle South 분기점까지 총 거리는 183.8km정도 된다.
| NW 4033                    | M-체인 | km     |
| Carnforth North Junction   | 0-00   | 0.00   |
| Carnforth                  | 0-12   | 0.25   |
| Carnforth Station Junction | 0-19   | 0.40   |
| Silverdale                 | 3-36   | 5.55   |
| Arnside                    | 6-10   | 9.85   |
| Grange-over-Sands          | 9-12   | 11.85  |
| Kents Bank                 | 11-08  | 14.75  |
| Cark and Cartmel           | 13-29  | 21.50  |
| Ulverston                  | 19-09  | 30.75  |
| Dalton                     | 23-46  | 37.95  |
| Dalton Junction            | 24-19  | 39.00  |
| Roose                      | 26-74  | 43.35  |
| Salthouse Junction         | 27-38  | 44.20  |
| Barrow-in-Furness          | 28-66  | 46.40  |
| Park South Junction        | 32-57  | 52.65  |
| Askam                      | 34-64  | 56.00  |
| Kirkby-in-Furness          | 38-00  | 61.15  |
| Foxfield                   | 40-21  | 64.80  |
| Green Road                 | 42-15  | 67.90  |
| Millom                     | 44-68  | 72.20  |
| Silecroft                  | 47-73  | 77.10  |
| Bootle                     | 53-18  | 85.65  |
| Ravenglass                 | 57-60  | 92.95  |
| Drigg                      | 59-59  | 96.15  |
| Seascale                   | 61-73  | 99.65  |
| 셀라필드 역                | 63-57  | 102.55 |
| Braystones                 | 65-57  | 105.75 |
| Nethertown                 | 67-13  | 108.10 |
| St Bees                    | 70-03  | 112.70 |
| Corkickle                  | 73-59  | 118.65 |
| Whitehaven                 | 74-47  | 120.05 |
| Bransty Junction           | 74-54  | 120.15 |
| Parton                     | 75-79  | 122.30 |
| Harrington                 | 79-08  | 127.30 |
| Workington                 | 81-27  | 130.90 |
| Workington North           |        |        |
| Flimby                     | 85-00  | 136.80 |
| Maryport                   | 86-64  | 139.70 |
| Aspatria                   | 94-36  | 152.00 |
| Wigton                     | 102-63 | 165.40 |
| Dalston                    | 110-06 | 177.15 |
| Currock Junction           | 113-37 | 182.60 |
| Carlisle South Junction    | 114-19 | 183.85 |